# Caroline Faye Diop
Caroline Faye Diop (* 11. Juli 1923 in Foundiougne; † 28. Juli 1992 in Dakar) war eine senegalesische feministische Politikerin.

## Leben
Nach dem Studium an einer höheren Mädchenschule in Rufisque wurde sie 1945 Lehrerin in Louga. 1958 war sie an der Gründung der Union progressiste sénégalaise beteiligt (die seit 1976 Parti Socialiste heißt).
1963 war sie das erste gewählte weibliche Mitglied der Assemblée nationale du Sénégal und 1978/79 sowie 1981 bis 1983 Ministerin im Kabinett von Habib Thiam. In ihrer Amtszeit förderte sie die Frauenbewegung, Familien und die Gesundheitsversorgung.

## Familie
Ihr Ehemann Demba Diop, Minister für Jugend und Sport unter Präsident Léopold Sédar Senghor, fiel 1967 einem Attentat zum Opfer.
Ihr Vater Diène Faye war ein Serer aus Joal, dem Geburtsort von Senghor, und Aktivist der französischen Sozialisten.